# Pyrimidinedione

Pyrimidine

Les pyrimidinediones sont une classe de composés organiques dérivés de la pyrimidinedione, c'est-à-dire un noyau de pyrimidine possédant deux groupes carbonyle.
On trouve de ces composés parmi des métabolites très courants :
| Nom courant | nom IUPAC                              | Structure | Voie métabolique              |
| ----------- | -------------------------------------- | --------- | ----------------------------- |
| Uracile     | pyrimidine-2,4(1H,3H)-dione            |           | biosynthèse de la pyrimidine  |
| Thymine     | 5-méthylpyrimidine-2,4(1H,3H)-dione    |           | biosynthèse de la pyrimidine  |
|             | 5,6-diaminopyrimidine-2,4(1H,3H)-dione |           | biosynthèse de la riboflavine |

On trouve aussi cette fonction dans certains médicaments :

Primidone

- fluorouracile ;
- idoxuridine ;
- primidone ;
- trifluridine.